# Liste der Baudenkmäler in Leutershausen
Auf dieser Seite sind die Baudenkmäler in der mittelfränkischen Stadt Leutershausen zusammengestellt. Diese Tabelle ist eine Teilliste der Liste der Baudenkmäler in Bayern. Grundlage ist die Bayerische Denkmalliste, die auf Basis des Bayerischen Denkmalschutzgesetzes vom 1. Oktober 1973 erstmals erstellt wurde und seither durch das Bayerische Landesamt für Denkmalpflege geführt wird. Die folgenden Angaben ersetzen nicht die rechtsverbindliche Auskunft der Denkmalschutzbehörde.
 Die Liste gibt den Fortschreibungsstand vom 6. Dezember 2023 wieder und umfasst 104 Baudenkmäler.

## Ensembles

### Ensemble Altstadt Leutershausen
Die am linken Ufer der oberen Altmühl gelegene Stadt Leutershausen entstand an der Kreuzung der ehemaligen Verkehrsstraße Würzburg–Augsburg und Eichstätt–Nürnberg–Taubertal. Leutershausen, im Jahre 1000 erstmals genannt, wurde vermutlich im 12./13. Jahrhundert zur Stadt erhoben, doch ist erst 1318 als solche überliefert. Diese aus einem größeren Dorf entstandene Stadt bildet eine frühzeitig mit Mauern und Doppelgraben umzogene Ellipse. Die Stadtbefestigung der Altstadt, eine Zweitoranlage, wurde 1407 erweitert und von einem mit Fischen besetzten äußeren Graben umgeben, der jedoch von 1739 an teilweise überbaut wurde. Auch nach den Kriegszerstörungen von 1945, die Altstadt und Teile der Stadtbefestigung getroffen haben, bestimmt heute noch die Befestigungsanlage das Bild der Stadt und ihre Begrenzung als Ensemble. Der Marktplatz, ein langgestreckter Straßenmarkt, teilt in leichtem S-Schwung die Altstadt und endet an den beiden Stadttoren. Der Platz entstand aus der unregelmäßigen Erweiterung der Hauptstraße; er wird geprägt von verschieden hohen und breiten zweigeschossigen Giebelhäusern, deren Obergeschoss und Giebel mehrfach Fachwerk aufweisen. Um die Mitte des 18. Jahrhunderts kamen einige traufseitige Walmdachbauten, teilweise mit Zwerchhaus, hinzu. In der Nordostecke der Stadt liegt der freie ungefähr längsrechteckige Platz vor dem ehemaligen markgräflichen Schloss (ehemaliger „Getreidekasten“). Das ehemalige Schloss, an die nordöstliche Befestigungsmauer der Altstadt gerückt, ist ein hoher dreigeschossiger Satteldachbau von 1624 mit Fachwerkobergeschoss. Seine Bauform nehmen die kleinen, teils verputzten oder mit Fachwerkteilen versehenen Häuser des 17./18. Jahrhunderts auf, die sich giebelseitig oder in Traufstellung dem Platz zuwenden. Ein größerer Giebelbau schließt den Schlossplan nach Südwesten ab. Der Platz selbst besitzt größtenteils Pflasterung des 18. Jahrhunderts. In der Südostecke diagonal gegenüber auf der anderen Seite der Stadt und der Hauptstraße, dem Markt, liegt der abgeschiedene Kirchenplatz mit der frei im ehemaligen Kirchhof stehenden Pfarrkirche und der ehemaligen Leonhardkapelle (Kirchenplatz 1 und 5). Auch hier und in den anschließenden Gassen ist die alte Pflasterung erhalten. Aktenzeichen: E-5-71-174-1.

## Stadtbefestigung
Die Stadtbefestigung von Leutershausen besteht aus einer ringsum erhaltenen Bruchsteinmauer mit ehemaligem Zwinger. An der Nordseite ist ein gedeckter Wehrgang erhalten. Sie entstammt dem Mittelalter und wurde wohl ab 1318 errichtet. Aktennummer: D-5-71-174-1.
Beginnend beim oberen Tor im Norden sind folgende Teile der Stadtmauer erhalten:

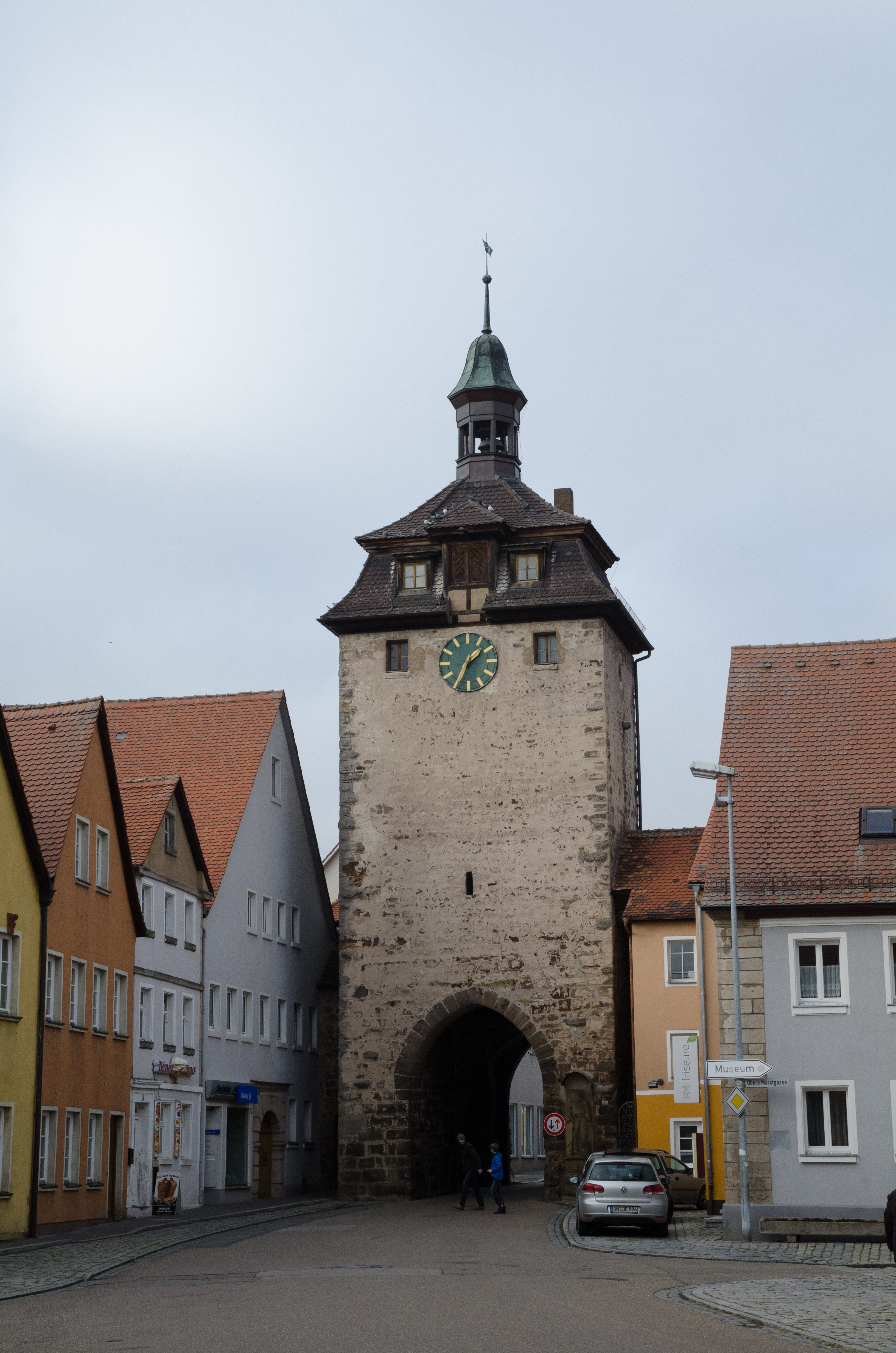
Oberes Tor
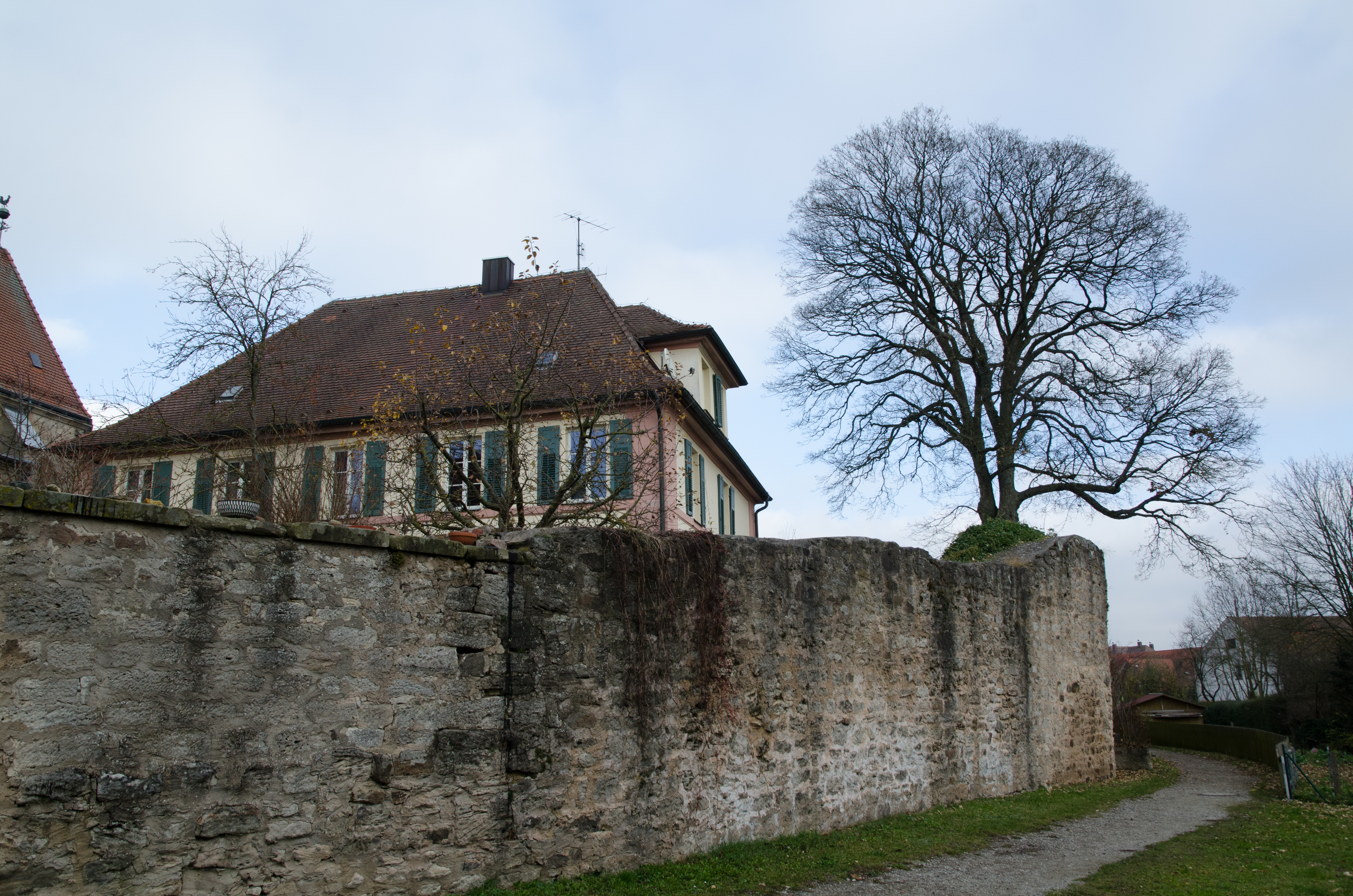
Kirchenplatz 2
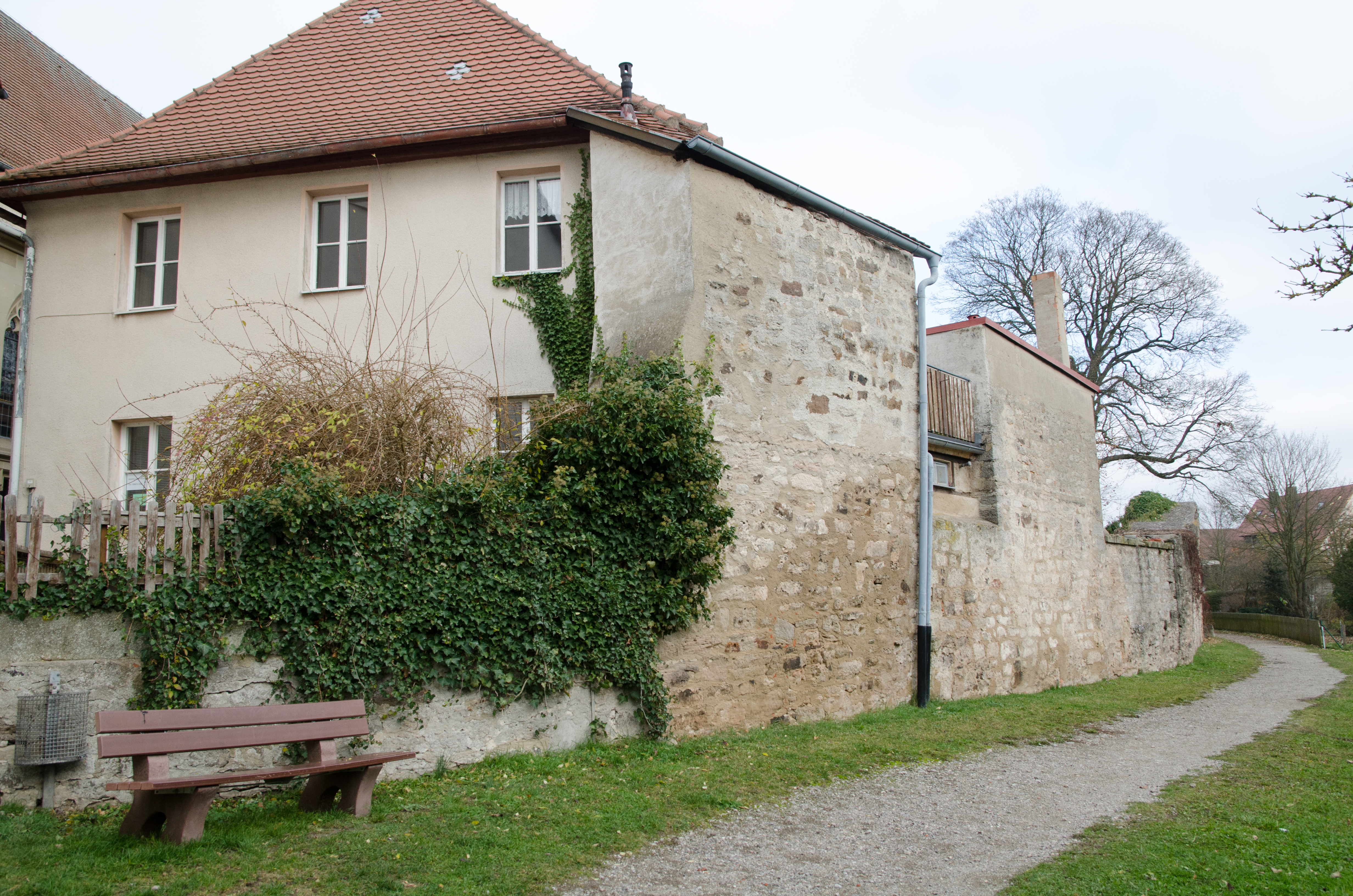
Kirchenplatz 3
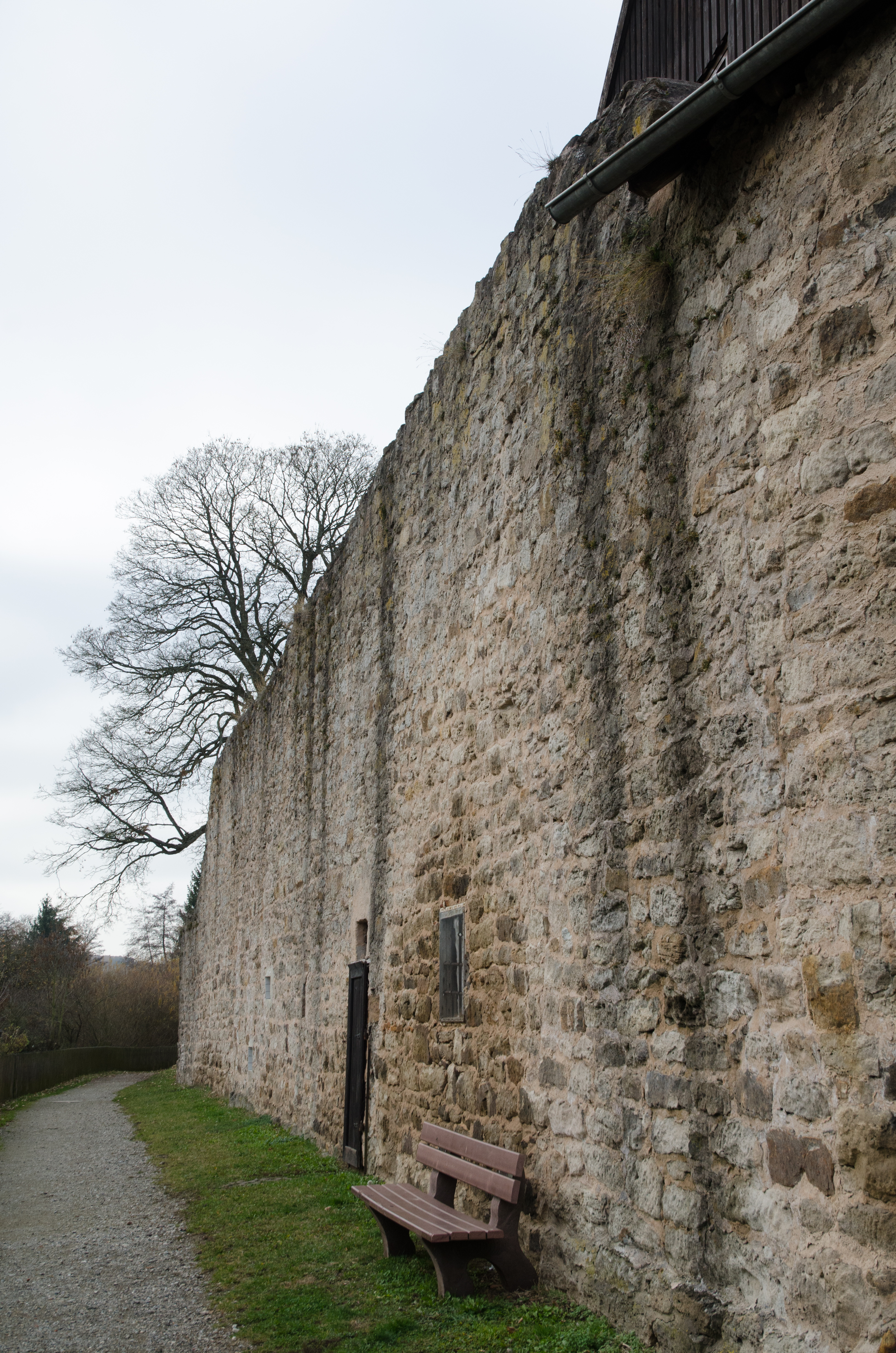
Badgasse
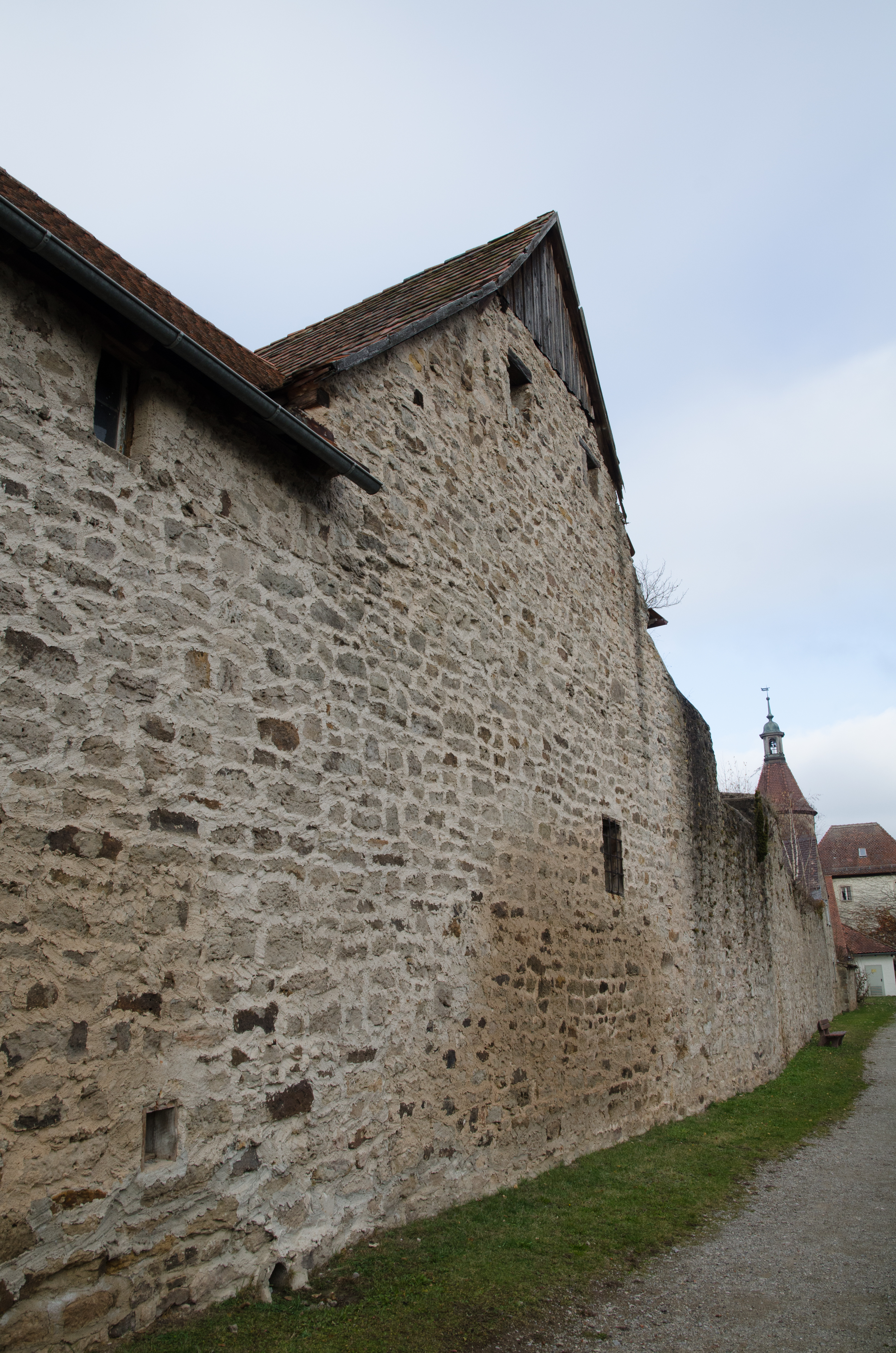
Badgasse
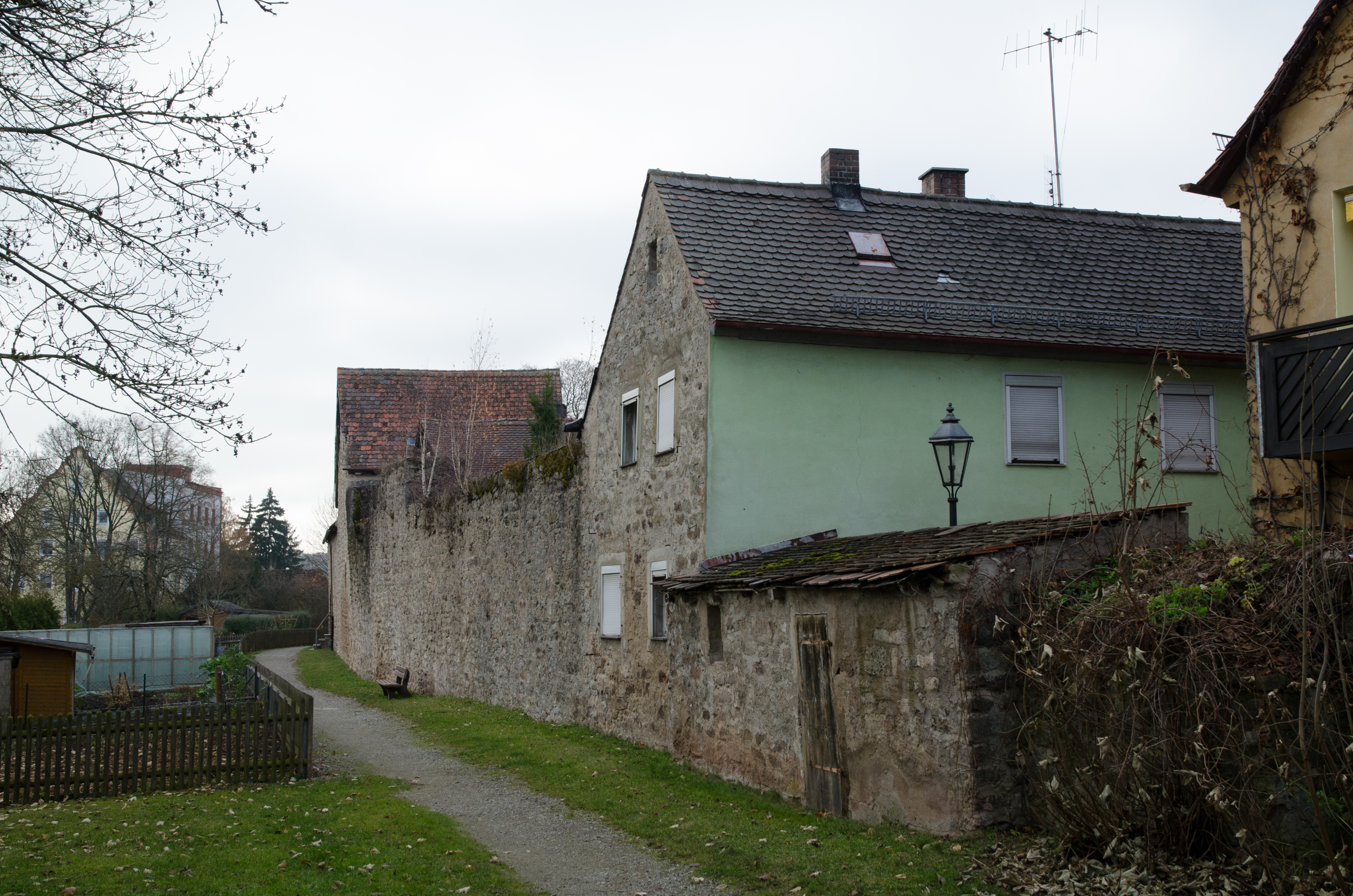
Badgasse
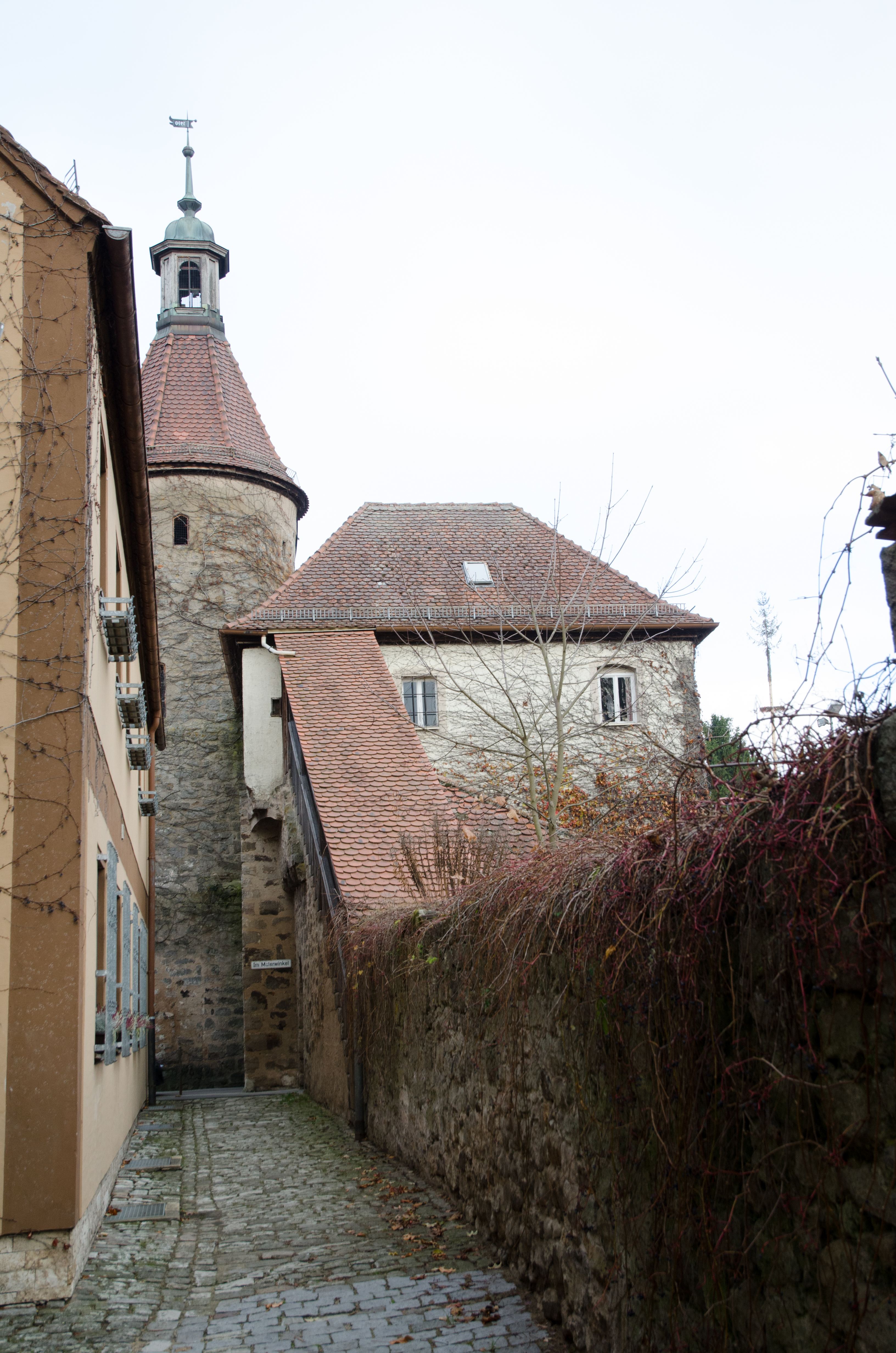
Am Markt 23
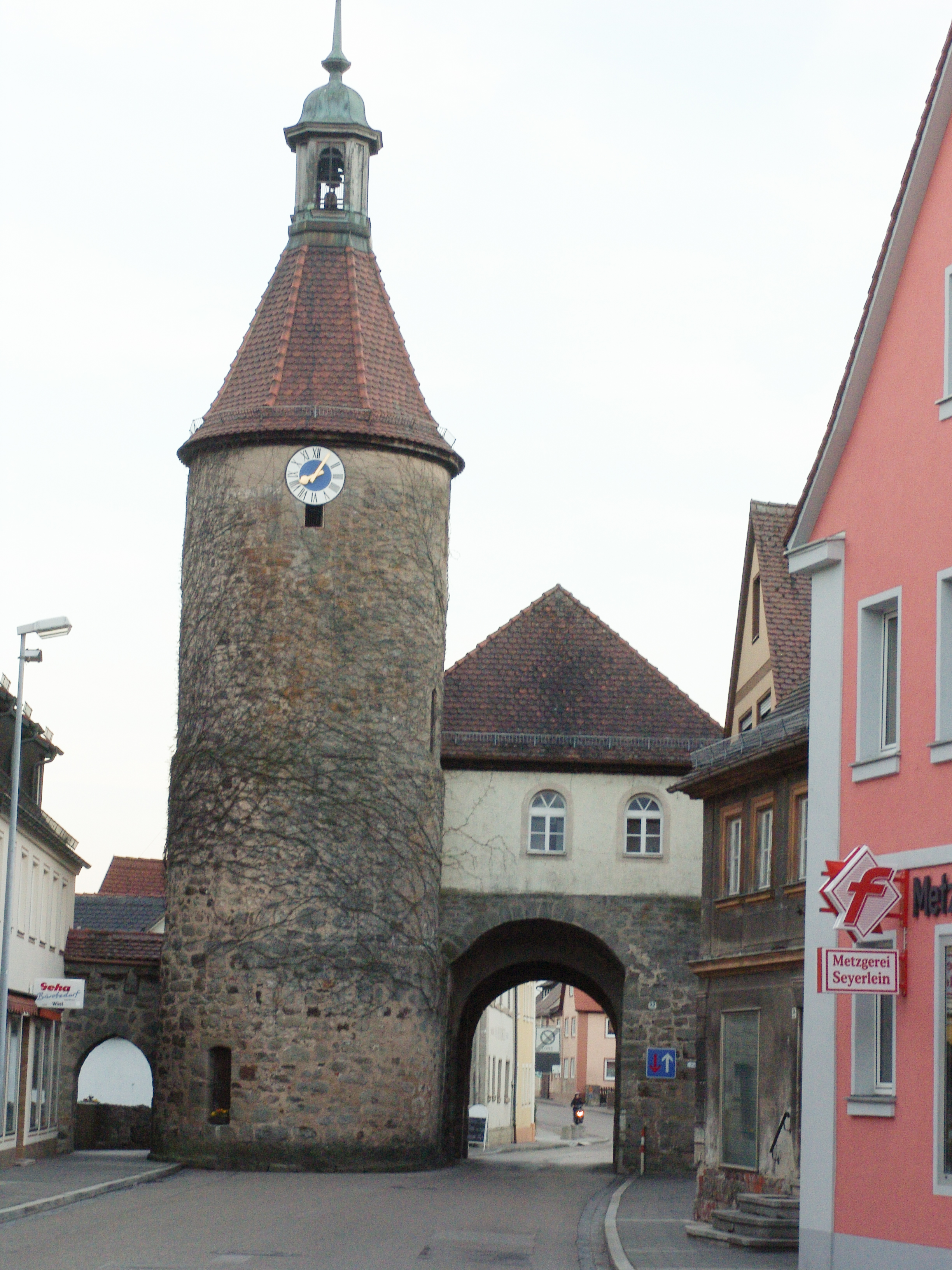
Unteres Tor
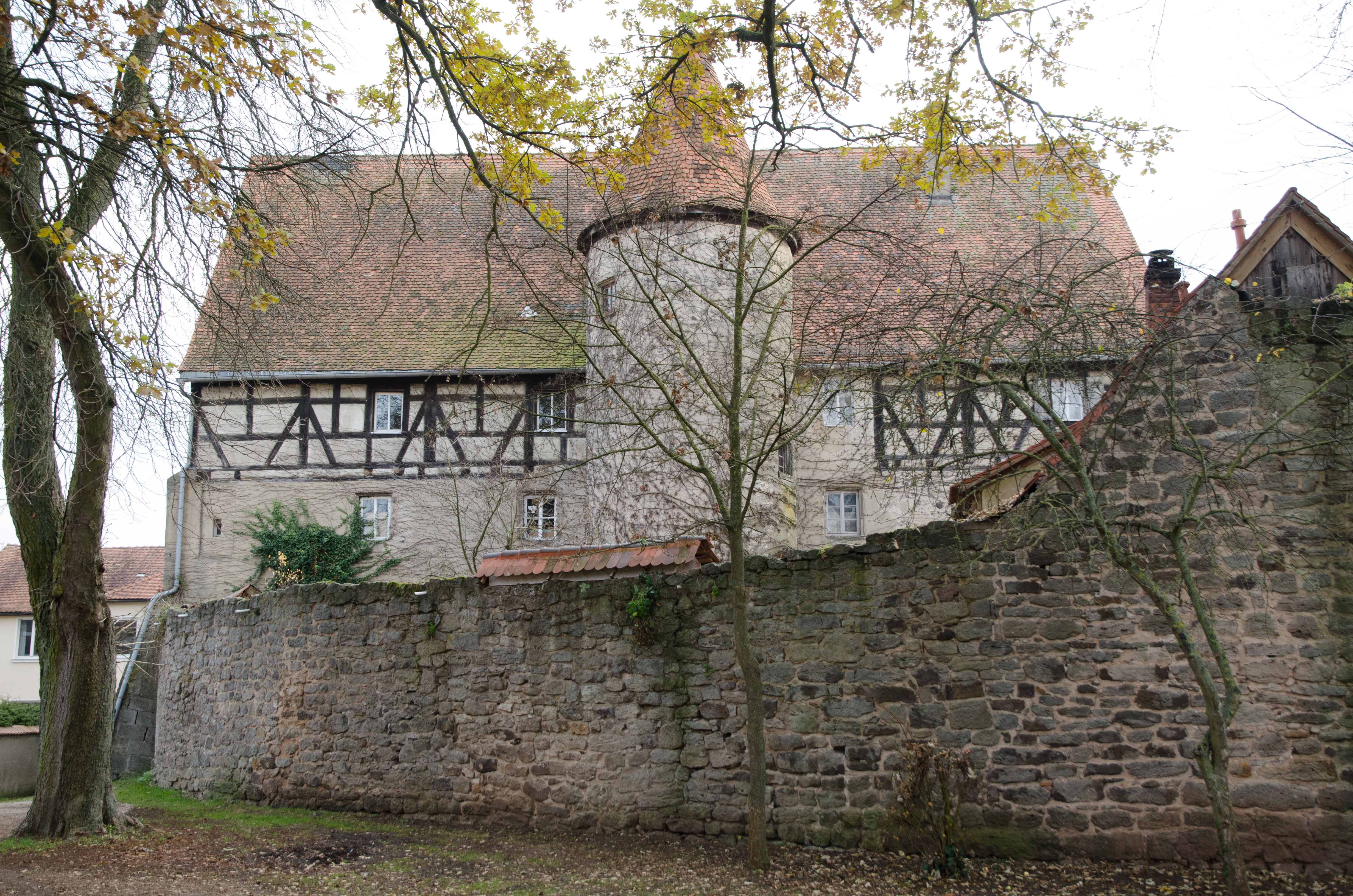
Am Plan 6
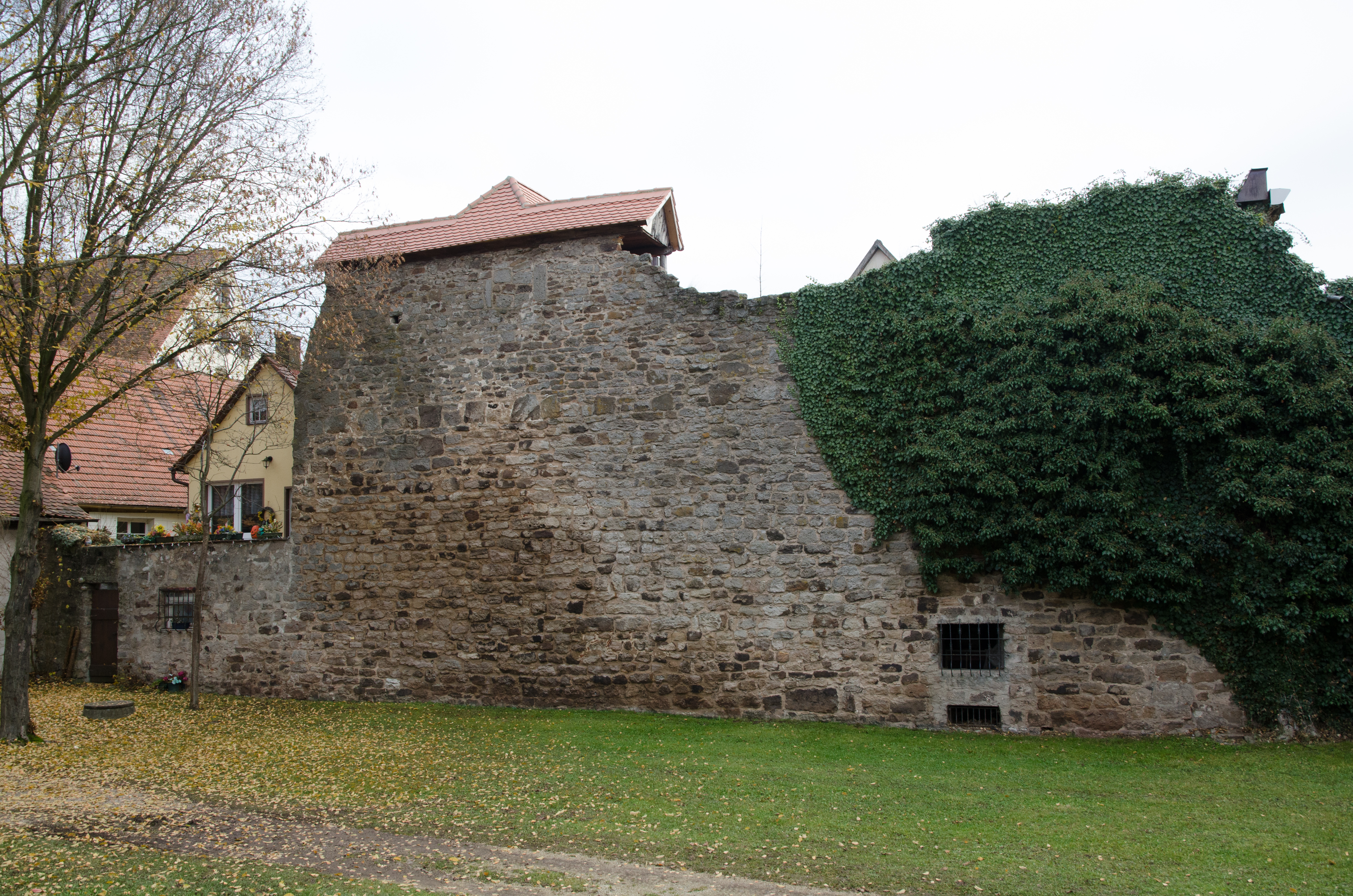
Am Plan 2, 3, 4, 5

| Lage                           | Objekt                | Beschreibung | Akten-Nr.       | Bild           |
| ------------------------------ | --------------------- | --- | --------------- | -------------- |
| Am Markt 6 (Standort)          | Oberes nördliches Tor | Torturm, Quadersteinbau mit Spitzbogenöffnung, mit Mansardwalmdach, vorgebaut Barbakane, im Kern mittelalterlich, verändert im 18. Jahrhundert. | D-5-71-174-6    | weitere Bilder |
| Am Markt 5 (Standort)          | Stadtmauer            | | D-5-71-174-5    | BW             |
| Kirchenplatz 7 (Standort)      | Stadtmauer            | | D-5-71-174-45   | BW             |
| Kirchenplatz 5 (Standort)      | Stadtmauer            | | D-5-71-174-43   | BW             |
| Kirchenplatz 2 (Standort)      | Stadtmauer            | | D-5-71-174-41   | BW             |
| Badgasse 10 (Standort)         | Stadtmauer            | | D-5-71-174-24   | BW             |
| Am Markt 22 (Standort)         | Unteres südliches Tor | Runder Bruchsteinturm mit Kegeldach, 1525, zugehörig Torhaus, zweigeschossiger Zeltdachbau mit Durchfahrt, Anfang 18. Jahrhundert.              | D-5-71-174-13   | weitere Bilder |
| Untere Marktgasse 6 (Standort) | Stadtmauer            | | D-5-71-174-61 z | BW             |
| Am Ochsenhof 3 (Standort)      | Stadtmauer            | | D-5-71-174-22   | BW             |
| Plan 6 (Standort)              | Stadtmauer            | | D-5-71-174-55   | BW             |
| Obere Marktgasse 3 (Standort)  | Stadtmauer            | | D-5-71-174-48   | BW             |

## Baudenkmäler nach Gemeindeteilen

### Leutershausen

#### Innerhalb des Ensembles
| Lage                               | Objekt                                             | Beschreibung | Akten-Nr.               | Bild           |
| ---------------------------------- | -------------------------------------------------- | --- | ----------------------- | -------------- |
| Am Markt 5 (Standort)              | Wohnhaus                                           | Zweigeschossiger giebelständiger Satteldachbau, mit Rustikaportal, Ende 17. Jahrhundert. | D-5-71-174-5            | weitere Bilder |
| Am Markt 12 (Standort)             | Ehemaliges Gasthaus Alte Post                      | Zweigeschossiger Walmdachbau mit Zwerchhaus und Natursteingliederung, 18. Jahrhundert. | D-5-71-174-8            | weitere Bilder |
| Am Markt 13 (Standort)             | Wohnhaus                                           | Zweigeschossiges Giebelbau mit Steilsatteldach, bezeichnet mit „1709“. | D-5-71-174-9            | weitere Bilder |
| Am Markt 26 a, 26 b (Standort)     | Wohnhaus                                           | Zweigeschossiger, giebelständiger und verputzter Satteldachbau, zum Teil Fachwerk, an der Hofseite Fachwerkzwerchhaus mit Satteldach, dendronologisch datiert auf 1531, Zwerchhaus 19./frühes 20. Jahrhundert. | D-5-71-174-127          | weitere Bilder |
| Am Markt 27 (Standort)             | Wohnhaus mit Apotheke                              | Zweigeschossiger, traufständiger Satteldachbau, mit Natursteingliederung und Freitreppe, um 1870. | D-5-71-174-15           | weitere Bilder |
| Am Markt 29 (Standort)             | Wohn- und Gasthaus                                 | Zweigeschossiger Satteldachbau in Ecklage, Obergeschoss und Giebel Fachwerk, wohl 17. Jahrhundert, im Kern um 1450.                                                                                            | D-5-71-174-16           | weitere Bilder |
| Am Markt 31 (Standort)             | Ehemaliger Brauereigasthof, jetzt Gasthaus         | Breitgelagerter, zweigeschossiger und giebelständiger Satteldachbau mit Fachwerkobergeschoss und -giebel, bezeichnet mit „1603“, „1781“ und „1828“.                                                            | D-5-71-174-18           | weitere Bilder |
| Am Markt 33 (Standort)             | Wohnhaus                                           | Zweigeschossiger, giebelständiger Satteldachbau mit Fachwerkgiebel, 18. Jahrhundert. | D-5-71-174-19           | weitere Bilder |
| Am Ochsenhof 3 (Standort)          | Ehemalige Zehntscheune                             | Zum Spritzenhaus umgebaut, eingeschossiges Gebäude mit Halbwalmdach, westlich Turm, in Teilen Fachwerk, 1750.                                                                                                  | D-5-71-174-22           | BW             |
| Badgasse 10 (Standort)             | Wohnhaus                                           | Zweigeschossiger giebelständiger Halbwalmdachbau, im Kern Fachwerk, 17./18. Jahrhundert. | D-5-71-174-24           | weitere Bilder |
| Badgasse 10 (Standort)             | Ökonomiegebäude                                    | Zweigeschossiger L-förmiger Satteldachbau mit Fachwerkobergeschoss, im Kern frühes 19. Jahrhundert. | D-5-71-174-24 zugehörig | BW             |
| Hans-Schreyer-Straße 24 (Standort) | Wohngebäude                                        | Zweigeschossiger giebelständiger Satteldachbau, in Teilen Fachwerk, 1836. | D-5-71-174-29           | weitere Bilder |
| Kirchengasse (Standort)            | Marktbrunnen                                       | Neugotischer Röhrenbrunnen mit polygonalem Becken, Gusseisen, bezeichnet mit „1852“. | D-5-71-174-63           | weitere Bilder |
| Kirchengasse 2 (Standort)          | Wohnhaus                                           | Dreigeschossiger traufständiger Satteldachbau, zweites Obergeschoss Fachwerk, wohl zweite Hälfte 16. Jahrhundert, Erdgeschoss und erstes Obergeschoss erneuert.                                                | D-5-71-174-34           | weitere Bilder |
| Kirchengasse 3 (Standort)          | Wohnhaus                                           | Zweigeschossiger giebelständiger Satteldachbau, Obergeschoss und Giebel Fachwerk, mit anschließendem Rückgebäude, eingeschossiger Satteldachbau mit Fachwerkgiebel, wohl 18. Jahrhundert.                      | D-5-71-174-35           | weitere Bilder |
| Kirchengasse 5 (Standort)          | Wohnhaus                                           | Freistehender zweigeschossiger Flachsatteldachbau mit Ecklisenen und Gesimsgliederung, östlich Fachwerkanbau, im Kern 18. Jahrhundert, Türsturz bezeichnet mit „1751“.                                         | D-5-71-174-36           | weitere Bilder |
| Kirchengasse 6 (Standort)          | Wohnhaus                                           | Zweigeschossiger Walmdachbau mit Fachwerkobergeschoss und -zwerchhaus, ädikulaartiges Sandsteinportal, bezeichnet mit „1710“; in Ecklage.                                                                      | D-5-71-174-37           | weitere Bilder |
| Kirchengasse 8 (Standort)          | Wohnhaus                                           | Zweigeschossiger giebelständiger Satteldachbau, Obergeschoss und Giebel Fachwerk, 1525 (dendrochronologisch datiert), Veränderungen wohl 17. Jahrhundert.                                                      | D-5-71-174-38           | weitere Bilder |
| Kirchengasse 10 (Standort)         | Wohnhaus                                           | Zweigeschossiger Eckbau mit Steildach und Eckquaderung, Obergeschoss und Giebel Fachwerk, bezeichnet mit „1549“, Veränderungen wohl 18. Jahrhundert.                                                           | D-5-71-174-39           | weitere Bilder |
| Kirchenplatz 1 (Standort)          | Evangelisch-lutherische Stadtpfarrkirche St. Peter | Basilika, dreischiffiges Langhaus mit Satteldach und polygonalem Chor, Westturm mit Spitzhelm, ab 1432/33, Restaurierung 1875/77, Westturm 1888 aufgestockt; mit Ausstattung.                                  | D-5-71-174-40           | weitere Bilder |
| Kirchenplatz 2 (Standort)          | Dekanat und Pfarrhaus                              | Zweigeschossiger Walmdachbau, Mittelrisalit mit Walmdachzwerchhaus, mit rustizierten Ecklisenen, 1740/42. | D-5-71-174-41           | weitere Bilder |
| Kirchenplatz 5 (Standort)          | Ehemalige Kapelle St. Leonhard, jetzt Gemeindehaus | Zweigeschossiger Giebelbau mit Steildach und Fachwerkgiebel, im Kern vor 1300, verändert erstes Drittel 15. Jahrhundert, Fachwerkgiebel 1656, spätere Umbauten.                                                | D-5-71-174-43           | weitere Bilder |
| Kirchenplatz 7 (Standort)          | Pfarrhaus                                          | Zweigeschossiger Walmdachbau mit Zwerchhaus und neubarocker Putzgliederung, um 1900. | D-5-71-174-45           | weitere Bilder |
| Kirchenplatz 8 (Standort)          | Gemeindehaus                                       | Dreigeschossiger traufständiger Satteldachbau, teilweise Fachwerk, 1525 (dendrochronologisch datiert), Veränderungen 18./19. Jahrhundert.                                                                      | D-5-71-174-46           | weitere Bilder |
| Obere Marktgasse 3 (Standort)      | Wohngebäude                                        | Zweigeschossiger giebelständiger Satteldachbau, Obergeschoss und Giebel Fachwerk, 18. Jahrhundert. | D-5-71-174-48           | weitere Bilder |
| Plan 6 (Standort)                  | Ehemaliges markgräfliches Stadtschloss             | Viergeschossiger Satteldachbau, Bruchsteinmauerwerk, mit Fachwerkteilen, runder Treppenturm, 1624, teilweise über Stadtmauer errichtet.                                                                        | D-5-71-174-55           | weitere Bilder |
| Untere Marktgasse 1 (Standort)     | Wohnhaus                                           | Zweigeschossiger, traufständiger Krüppelwalmdachbau mit seitlichem Fachwerkgiebel und Natursteingliederung, 18. Jahrhundert.                                                                                   | D-5-71-174-57           | weitere Bilder |
| Untere Marktgasse 1 (Standort)     | Scheune                                            | Zweigeschossiger Satteldachbau, Fachwerk, in Teilen massiv, wohl erste Hälfte 19. Jahrhundert. | D-5-71-174-57           | weitere Bilder |
| Untere Marktgasse 4 (Standort)     | Wohnhaus                                           | Zweigeschossiger giebelständiger Satteldachbau, rückwärtig Walm, Obergeschoss und Giebel Fachwerk, rustiziertes Rundbogenportal, spätes 17. Jahrhundert.                                                       | D-5-71-174-59           | weitere Bilder |
| Untere Marktgasse 6 (Standort)     | Ehemalige Synagoge, jetzt Wohnhaus                 | Zweigeschossiger Halbwalmdachbau mit Dachtragwerk der ehemaligen Synagoge, 1755, Umbau zum Wohnhaus um 1950.                                                                                                   | D-5-71-174-61           | BW             |

#### Außerhalb des Ensembles
| Lage                                                                                 | Objekt                                                     | Beschreibung | Akten-Nr.               | Bild |
| ------------------------------------------------------------------------------------ | ---------------------------------------------------------- | --- | ----------------------- | --- |
| Altmühl/Schillingsfürster Straße/Staatsstraße 2246 (Standort)                        | Brücke über die Altmühl                                    | Dreibogiger Sandsteinquaderbau, um 1770. | D-5-71-174-64           | weitere Bilder |
| Am neuen Törlein 2 (Standort)                                                        | Wohnhaus                                                   | Zweigeschossiger Halbwalmdachbau, zum Teil Fachwerk, Anfang 19. Jahrhundert. | D-5-71-174-20           | weitere Bilder |
| Bahnhofstraße (Standort)                                                             | Kriegerdenkmal 1914/18                                     | Steinsäule mit Halbrelief eines stehenden Soldaten, zweiseitig umgeben von Steinwand mit Inschriftentafeln, Entwurf von Johannes Seiler, errichtet 1923, erweitert nach 1945.                      | D-5-71-174-2            | weitere Bilder |
| Bahnhofstraße (nahe dem östlichen Ortsrand) (Standort)                               | Steinkreuz, sogenanntes Marstallerkreuz                    | Mittelalterlich. | D-5-71-174-67           | [[Vorlage:Bilderwunsch/code!/C:49.29779,10.42355!/D:Bahnhofstraße (nahe dem östlichen Ortsrand), Steinkreuz, sogenanntes Marstallerkreuz!/\|BW]] |
| Hans-Schreyer-Straße (zwischen Nrn. 20 und 22, am Zugang zum Stadtgraben) (Standort) | Torpfeiler                                                 | Zwei Steinpfeiler mit Pyramidenbedachung und neugotischem Ornament. | D-5-71-174-30           | weitere Bilder |
| Hans-Schreyer-Straße 5 (Standort)                                                    | Portal                                                     | Segmentbogeneingang mit jugendstiliger Haustüre, bezeichnet mit „1791“, Haustüre Anfang 20. Jahrhundert.                                                                                           | D-5-71-174-26           | weitere Bilder |
| Hans-Schreyer-Straße 17 (Standort)                                                   | Ehemalige Friedhofskirche Heilig Kreuz, jetzt Gemeindehaus | Zweigeschossiger Satteldachbau mit Dachreiter, unter Karl Friedrich von Zocha nach einem Entwurf von Michael Aschbacher, 1722, später umgestaltet.                                                 | D-5-71-174-28           | weitere Bilder |
| Hans-Schreyer-Straße 17 (Standort)                                                   | Ehemaliger Friedhof                                        | 1543 angelegt, mit historischen Grabsteinen. | D-5-71-174-28           | weitere Bilder |
| Hans-Schreyer-Straße 17 (Standort)                                                   | Kirchhofmauer                                              | Verputztes Bruchsteinmauerwerk, mit Gedenksteinen. | D-5-71-174-28           | weitere Bilder |
| Jochsberger Straße (Standort)                                                        | Scheune                                                    | Massiv eingeschossiger Satteldachbau, bezeichnet mit „1774“. | D-5-71-174-32           | weitere Bilder |
| Jochsberger Straße 10 (Standort)                                                     | Friedhof                                                   | Angelegt 1920, erweitert 1957, mit Grabsteinen erste Hälfte 20. Jahrhundert | D-5-71-174-33           | weitere Bilder |
| Jochsberger Straße 10 (Standort)                                                     | Aussegnungshalle                                           | Eingeschossiger Walmdachbau mit kräftigem Mittelrisalit mit Satteldach und Dachreiter mit Welscher Haube, südwestlich kleiner Eckbau mit Zwiebelhaube, in Formen des Heimatstils, 1913/20.         | D-5-71-174-33           | weitere Bilder |
| Jochsberger Straße 10 (Standort)                                                     | Einfriedung                                                | Um 1920, erweitert 1957. | D-5-71-174-33 zugehörig | BW |
| Maystraße 7 (Standort)                                                               | Scheune                                                    | Langgestreckter, traufseitiger Satteldachbau mit zwei Geschossen, Erdgeschoss teils massiv, teils Fachwerk, Obergeschoss Fachwerk, um 1865, nach Westen erweitert Ende 19./Anfang 20. Jahrhundert. | D-5-71-174-128          | weitere Bilder |
| Obere Vorstadt 6 (Standort)                                                          | Wohnhaus mit Metzgerei                                     | Zeitweilig Gendarmeriestation, zweigeschossiger Mansarddachbau mit dreigeschossigem Eckerker mit Zeltdach, errichtet vor 1826, Umbau nach 1904, Eckerker 1933.                                     | D-5-71-174-198          | BW |
| Obere Vorstadt 8 (Standort)                                                          | Ehemaliges Wohn- und Handwerkerhaus                        | Zweigeschossiger, giebelständiger Fachwerkbau mit Satteldach, neu errichtet nach Brand 1608. | D-5-71-174-197          | BW |
| Obere Vorstadt 12 (Standort)                                                         | Ehemaliges Brauereigasthaus                                | Zweigeschossiger Krüppelwalmdachbau in Ecklage, hofseitig mit Fachwerkgiebel, frühes 18. Jahrhundert.                                                                                              | D-5-71-174-50           | weitere Bilder |
| Obere Vorstadt 12 (Standort)                                                         | Ökonomiegebäude                                            | Zweigeschossiger Satteldachbau mit Fachwerkobergeschoss, 1822, Verlängerung nach Norden nach 1826.                                                                                                 | D-5-71-174-50 zugehörig | BW |
| Obere Vorstadt 12 (Standort)                                                         | Scheune                                                    | Massivbau mit Krüppelwalmdach, 18./erstes Viertel 19. Jahrhundert. | D-5-71-174-50 zugehörig | weitere Bilder |
| Obere Vorstadt 15 (Standort)                                                         | Wohnhaus                                                   | Zweigeschossiger Satteldachbau in Ecklage, Fachwerk, 18. Jahrhundert. | D-5-71-174-52           | weitere Bilder |
| Obere Vorstadt 15 (Standort)                                                         | Nebengebäude und Scheune                                   | Satteldachbauten, in Teilen Fachwerk, wohl um 1800. | D-5-71-174-52 zugehörig | weitere Bilder |
| Schlesier Straße (Standort)                                                          | Gedenkstein an das Hochgericht                             | Steinmonolith, 1923. | D-5-71-174-66           | BW |

### Atzenhofen
| Lage                    | Objekt  | Beschreibung                                                   | Akten-Nr.     | Bild |
| ----------------------- | ------- | -------------------------------------------------------------- | ------------- | ---- |
| Atzenhofen 2 (Standort) | Scheune | Eingeschossiger Satteldachbau, Fachwerk, wohl 18. Jahrhundert. | D-5-71-174-68 | BW   |

### Büchelberg
| Lage                                      | Objekt        | Beschreibung | Akten-Nr.     | Bild |
| ----------------------------------------- | ------------- | --- | ------------- | ---- |
| Büchelberg 9 (Standort)                   | Wohnstallhaus | Eingeschossiges giebelständiges Gebäude mit Steildach, mit Fachwerkgiebel, 17./18. Jahrhundert. Offensichtlich abgerissen und durch Neubau ersetzt. | D-5-71-174-69 | BW   |
| Büchelberg 10 (Standort)                  | Wohnstallhaus | Eingeschossiger Satteldachbau mit zweigeschossigem Zwerchhausanbau mit Fachwerk, 18./19. Jahrhundert.                                               | D-5-71-174-70 | BW   |
| Am Weg Richtung Erlbach, am „Lochberg“ () | Sühnestein    | Vor 1659. Nicht nachqualifiziert, im Bayerischen Denkmal-Atlas nicht kartiert.                                                                      | D-5-71-174-72 |      |

### Eckartsweiler
| Lage                        | Objekt                        | Beschreibung | Akten-Nr.               | Bild |
| --------------------------- | ----------------------------- | --- | ----------------------- | ---- |
| Eckartsweiler 4 (Standort)  | Eingeschossiges Wohnstallhaus | Fachwerkgiebel, 18./19. Jahrhundert. | D-5-71-174-73           | BW   |
| Eckartsweiler 4 (Standort)  | Fachwerkscheune               | Krüppelwalm, 18./19. Jahrhundert. | D-5-71-174-73 zugehörig | BW   |
| Eckartsweiler 5 (Standort)  | Wohnstallhaus                 | Eingeschossiges massives Gebäude mit Steildach, Ecklisenen, Giebel mit Geschossgliederung, bezeichnet mit „1819“.                                | D-5-71-174-74           | BW   |
| Eckartsweiler 9 (Standort)  | Wohnstallhaus                 | Eingeschossiges Gebäude mit Steildach, Fachwerkgiebel, bezeichnet mit „1723“.                                                                    | D-5-71-174-75           | BW   |
| Eckartsweiler 17 (Standort) | Ehemaliges Wohnstallhaus      | Zweigeschossiger Satteldachbau, mit Fachwerkobergeschoss und Fachwerkgiebel, 1705.                                                               | D-5-71-174-76           | BW   |
| Eckartsweiler 21 (Standort) | Ehemaliges Bauernhaus         | Eingeschossiger massiver Satteldachbau mit zweigeschossigem Quergiebel, Eckquaderungen, bezeichnet mit „1866“, mit gleichzeitigem Fachwerkanbau. | D-5-71-174-126          | BW   |

### Eichholz
| Lage                                             | Objekt        | Beschreibung                                                                         | Akten-Nr.     | Bild           |
| ------------------------------------------------ | ------------- | ------------------------------------------------------------------------------------ | ------------- | -------------- |
| Eichholz 5 (Standort)                            | Wohnstallhaus | Eingeschossiges Gebäude mit Steildach, Fachwerkgiebel, erste Hälfte 19. Jahrhundert. | D-5-71-174-77 | BW             |
| Hundsrücken, am Nordostrand des Ortes (Standort) | Steinkreuz    | Spätmittelalterlich, Sandstein                                                       | D-5-71-174-78 | weitere Bilder |

### Erlbach
| Lage                             | Objekt                             | Beschreibung | Akten-Nr.      | Bild |
| -------------------------------- | ---------------------------------- | --- | -------------- | ---- |
| Erlbach 2 (Standort)             | Dreiseithof, Wohnstallhaus         | Eingeschossiger Satteldachbau mit zweigeschossigem Zwerchhaus mit Fachwerk, 18./19. Jahrhundert. | D-5-71-174-79  | BW   |
| Erlbach 2 (Standort)             | Dreiseithof, Scheune               | Eingeschossiger Satteldachbau, einseitig mit Krüppelwalm, in Teilen Fachwerk, bezeichnet mit „1905“. | D-5-71-174-79  | BW   |
| Erlbach 2 (Standort)             | Dreiseithof, Stallgebäude, Scheune | Eingeschossiger Satteldachbau, um 1900. | D-5-71-174-79  | BW   |
| Im Oberen Grund (Standort)       | Grenzstein                         | Teil der Grenzsteinreihe der neuen Landesgrenze zwischen dem Königlich Preußischen Fürstentum Ansbach und dem Fürstentum Hohenlohe-Schillingsfürst, Stelen aus Sandstein, oben abgerundet, bez. PG/HG, versetzt 1804, zum Teil umgearbeitete ältere Fraischsteine | D-5-71-174-202 | BW   |
| Im Oberen Grund (Standort)       | Grenzstein                         | Teil der Grenzsteinreihe der neuen Landesgrenze zwischen dem Königlich Preußischen Fürstentum Ansbach und dem Fürstentum Hohenlohe-Schillingsfürst, Stelen aus Sandstein, oben abgerundet, bez. PG/HG, versetzt 1804, zum Teil umgearbeitete ältere Fraischsteine | D-5-71-174-202 | BW   |
| Lachenfeld, Steinbach (Standort) | Grenzstein                         | Teil der Grenzsteinreihe der neuen Landesgrenze zwischen dem Königlich Preußischen Fürstentum Ansbach und dem Fürstentum Hohenlohe-Schillingsfürst, Stelen aus Sandstein, oben abgerundet, bez. PG/HG, versetzt 1804, zum Teil umgearbeitete ältere Fraischsteine | D-5-71-174-202 | BW   |
| Herbstfeld, Steinbach (Standort) | Grenzstein                         | Teil der Grenzsteinreihe der neuen Landesgrenze zwischen dem Königlich Preußischen Fürstentum Ansbach und dem Fürstentum Hohenlohe-Schillingsfürst, Stelen aus Sandstein, oben abgerundet, bez. PG/HG, versetzt 1804, zum Teil umgearbeitete ältere Fraischsteine | D-5-71-174-202 | BW   |
| Steinbach (Standort)             | Grenzstein                         | Teil der Grenzsteinreihe der neuen Landesgrenze zwischen dem Königlich Preußischen Fürstentum Ansbach und dem Fürstentum Hohenlohe-Schillingsfürst, Stelen aus Sandstein, oben abgerundet, bez. PG/HG, versetzt 1804, zum Teil umgearbeitete ältere Fraischsteine | D-5-71-174-202 | BW   |
| Hanswillenfeld (Standort)        | Grenzstein                         | Teil der Grenzsteinreihe der neuen Landesgrenze zwischen dem Königlich Preußischen Fürstentum Ansbach und dem Fürstentum Hohenlohe-Schillingsfürst, Stelen aus Sandstein, oben abgerundet, bez. PG/HG, versetzt 1804, zum Teil umgearbeitete ältere Fraischsteine | D-5-71-174-202 | BW   |
| Kalkbühl, Steinbach (Standort)   | Grenzstein                         | Teil der Grenzsteinreihe der neuen Landesgrenze zwischen dem Königlich Preußischen Fürstentum Ansbach und dem Fürstentum Hohenlohe-Schillingsfürst, Stelen aus Sandstein, oben abgerundet, bez. PG/HG, versetzt 1804, zum Teil umgearbeitete ältere Fraischsteine | D-5-71-174-202 | BW   |
| Hanswillenfeld (Standort)        | Grenzstein                         | Teil der Grenzsteinreihe der neuen Landesgrenze zwischen dem Königlich Preußischen Fürstentum Ansbach und dem Fürstentum Hohenlohe-Schillingsfürst, Stelen aus Sandstein, oben abgerundet, bez. PG/HG, versetzt 1804, zum Teil umgearbeitete ältere Fraischsteine | D-5-71-174-202 | BW   |
| Schwander Berg (Standort)        | Grenzstein                         | Teil der Grenzsteinreihe der neuen Landesgrenze zwischen dem Königlich Preußischen Fürstentum Ansbach und dem Fürstentum Hohenlohe-Schillingsfürst, Stelen aus Sandstein, oben abgerundet, bez. PG/HG, versetzt 1804, zum Teil umgearbeitete ältere Fraischsteine | D-5-71-174-202 | BW   |
| Hirtenacker (Standort)           | Grenzstein                         | Teil der Grenzsteinreihe der neuen Landesgrenze zwischen dem Königlich Preußischen Fürstentum Ansbach und dem Fürstentum Hohenlohe-Schillingsfürst, Stelen aus Sandstein, oben abgerundet, bez. PG/HG, versetzt 1804, zum Teil umgearbeitete ältere Fraischsteine | D-5-71-174-202 | BW   |

### Erndorf
| Lage                 | Objekt                          | Beschreibung                                                                                | Akten-Nr.     | Bild |
| -------------------- | ------------------------------- | ------------------------------------------------------------------------------------------- | ------------- | ---- |
| Erndorf 3 (Standort) | Simonsmühle, Mühl- und Wohnhaus | Zweigeschossiges Gebäude mit Halbwalmdach, mit Fachwerkgiebel, 1700, bezeichnet mit „1790“. | D-5-71-174-80 | BW   |

### Frommetsfelden
| Lage                         | Objekt                                           | Beschreibung | Akten-Nr.               | Bild |
| ---------------------------- | ------------------------------------------------ | --- | ----------------------- | ---- |
| Altmühl (Standort)           | Steinbrücke über die Altmühl                     | Vierbogige Sandsteinquaderbrücke, wohl 16./17. Jahrhundert, östlicher Bogen erneuert und bezeichnet mit „1824“.                                                                         | D-5-71-174-83           | BW   |
| Hürbeler Straße 2 (Standort) | Ehemaliges Gasthaus                              | Zweigeschossiger giebelständiger Satteldachbau, in Teilen Fachwerk, bezeichnet mit „1821“.                                                                                              | D-5-71-174-81           | BW   |
| Hürbeler Straße 3 (Standort) | Evangelisch-lutherische Pfarrkirche Sankt Erhard | Mittelalterliche Chorturmanlage, Langhaus mit Steilsatteldach und massiver Rechteckturm mit Pyramidendach, im Kern 13. Jahrhundert, Turm 1584, wiederhergestellt 1661; mit Ausstattung. | D-5-71-174-82           | BW   |
| Hürbeler Straße 3 (Standort) | Friedhofseinfassung                              | Steinquadermauer, im Kern mittelalterlich. | D-5-71-174-82 zugehörig | BW   |

### Görchsheim
| Lage                    | Objekt  | Beschreibung                                                                                      | Akten-Nr.     | Bild |
| ----------------------- | ------- | ------------------------------------------------------------------------------------------------- | ------------- | ---- |
| Görchsheim 1 (Standort) | Scheune | Eingeschossiger Satteldachbau, Fragmente einer Mühle, Bruch- und Quadersteinbau, 18. Jahrhundert. | D-5-71-174-85 | BW   |

### Gutenhard
| Lage                   | Objekt                  | Beschreibung                                                                                        | Akten-Nr.     | Bild |
| ---------------------- | ----------------------- | --------------------------------------------------------------------------------------------------- | ------------- | ---- |
| Gutenhard 3 (Standort) | Wappenstein             | 1755.                                                                                               | D-5-71-174-86 | BW   |
| Gutenhard 4 (Standort) | Bauernhaus, Wohngebäude | Zweigeschossiger giebelständiger Satteldachbau, Putzgliederungen, bezeichnet mit „1787“ und „1922“. | D-5-71-174-87 | BW   |
| Gutenhard 5 (Standort) | Wappenstein             | 1767.                                                                                               | D-5-71-174-88 | BW   |

### Hannenbach
| Lage                                                              | Objekt                          | Beschreibung                                                                        | Akten-Nr.               | Bild |
| ----------------------------------------------------------------- | ------------------------------- | ----------------------------------------------------------------------------------- | ----------------------- | ---- |
| Bahnstrecke Nürnberg–Schnelldorf, bei Kilometer 53,073 (Standort) | Eisenbahnbrücke                 | Einbogige Sandsteinquaderbrücke mit Profilierung, um 1875/76.                       | D-5-71-174-200          | BW   |
| Hannenbach 12 (Standort)                                          | Wohnstallhaus eines Bauernhofes | Eingeschossiger Satteldachbau mit verputztem Zwerchgiebelhaus, 18./19. Jahrhundert. | D-5-71-174-89           | BW   |
| Hannenbach 12 (Standort)                                          | Scheune                         | Satteldachbau, Fachwerk, 18. Jahrhundert.                                           | D-5-71-174-89 zugehörig | BW   |

### Hinterholz
| Lage                                                | Objekt          | Beschreibung                                                                                          | Akten-Nr.     | Bild       |
| --------------------------------------------------- | --------------- | --- | ------------- | ---------- |
| Gumbertusbach, östlich des Ortes im Wald (Standort) | Gumbertusquelle | Alt gefasst, Natursteinquader, mit modern erneuertem Brunnenhäuschen, kleiner massiver Satteldachbau. | D-5-71-174-92 | BW         |
| Hinterholz 2 (Standort)                             | Ofen            | Gusseisen, 18. Jahrhundert.                                                                           | D-5-71-174-90 | BW         |
| In Hinterholz, im Ort (Standort)                    | Steinkreuz      | Mittelalterlich.                                                                                      | D-5-71-174-91 | Steinkreuz |

### Holzmühle
| Lage                   | Objekt                           | Beschreibung | Akten-Nr.               | Bild |
| ---------------------- | -------------------------------- | --- | ----------------------- | ---- |
| Holzmühle 1 (Standort) | Ehemalige Holzmühle, Wohngebäude | Zweigeschossiger Satteldachbau, mit Putzgliederungen und Fachwerkgiebel, 18. Jahrhundert, bezeichnet mit „1818“. | D-5-71-174-93           | BW   |
| Holzmühle 1 (Standort) | Ehemalige Holzmühle, Scheune     | Massiver Satteldachbau, einseitig mit Krüppelwalm, mit Fachwerkgiebel, 1801.                                     | D-5-71-174-93 zugehörig | BW   |

### Hundshof
| Lage                  | Objekt                     | Beschreibung                                                                            | Akten-Nr.               | Bild |
| --------------------- | -------------------------- | --------------------------------------------------------------------------------------- | ----------------------- | ---- |
| Hundshof 1 (Standort) | Wohnhaus eines Bauernhofes | Zweigeschossiger Satteldachbau, verputzter Fachwerkgiebel, wohl spätes 18. Jahrhundert. | D-5-71-174-94           | BW   |
| Hundshof 1 (Standort) | Scheune                    | Eingeschossiges Gebäude mit Krüppelwalmdach, Fachwerkteile, wohl gleichzeitig.          | D-5-71-174-94 zugehörig | BW   |

### Jochsberg
| Lage                                      | Objekt                                               | Beschreibung | Akten-Nr.                | Bild           |
| ----------------------------------------- | ---------------------------------------------------- | --- | ------------------------ | -------------- |
| Altmühl (Standort)                        | Brücke über die Altmühl                              | Dreibogiger Sandsteinquaderbau, 18. Jahrhundert. | D-5-71-174-102           | weitere Bilder |
| Brauhausweg 1 (Standort)                  | Wohngebäude                                          | Zweigeschossiger massiver Walmdachbau, mit Ecklisenen und Geschossgliederung, 18. Jahrhundert, ehemals zum Schloss gehörig. Scheune, eingeschossiges Gebäude mit Krüppelwalmdach, um 1800 | D-5-71-174-95            | BW             |
| Am Ring 1 (Standort)                      | Scheune                                              | Eingeschossiger Schopfwalmdachbau mit Fledermausgauben und Eckquaderung, um 1800. | D-5-71-174-95 zugehörig  | BW             |
| Brauhausweg 2 (Standort)                  | Wohngebäude                                          | Zweigeschossiger Walmdachbau in Ecklage, mit Fachwerkobergeschoss, 18. Jahrhundert. | D-5-71-174-96            | BW             |
| Brauhausweg 5 (Standort)                  | Ehemalige Schlossbrauerei                            | Zweigeschossiger Halbwalmdachbau mit Ecklisenen, Schlussstein bezeichnet mit „1783“. | D-5-71-174-97            | BW             |
| Nähe Am Ring (Standort)                   | Scheune                                              | Eingeschossiger Massivbau mit Krüppelwalmdach und Eckquaderung, 18. Jahrhundert, erneuert 1898.                                                                                           | D-5-71-174-97 zugehörig  | BW             |
| Burgweg 3 (Standort)                      | Reste eines Schlosses, Scheune                       | Eingeschossiger Fachwerkbau mit Satteldach, unter Verwendung von Schlossmauerwerk, 17./18. Jahrhundert, mit älterem Kern, darunter tonnengewölbter Schlosskeller, 1315.                   | D-5-71-174-98            | BW             |
| Burgweg 3/2 (Standort)                    | Reste eines Schlosses, Befestigung des Schlosshügels | Bruchsteinböschung, wohl 14. Jahrhundert. | D-5-71-174-98 zugehörig  | BW             |
| Dorfplatz 2 (Standort)                    | Ehemaliges Gasthaus                                  | Zweigeschossiger Traufseitbau mit Satteldach und Fachwerkobergeschoss und -giebel, 1767.                                                                                                  | D-5-71-174-99            | BW             |
| Dorfplatz 2 (Standort)                    | Angebaute Scheune                                    | Zweigeschossiger Satteldachbau mit Fachwerkobergeschoss, bezeichnet mit „1767“. | D-5-71-174-99 zugehörig  | BW             |
| Dorfplatz 8 (Standort)                    | Evangelisch-lutherische Pfarrkirche St. Mauritius    | Saalbau mit Satteldach und dreiseitigem Abschluss, Fassadenturm mit Spitzhelm, 14./15. Jahrhundert, Empore 17. Jahrhundert; mit Ausstattung.                                              | D-5-71-174-100           | weitere Bilder |
| Dorfplatz 8 (Standort)                    | Friedhof                                             | Im Kern mittelalterliche Anlage, mit Grabsteinen. | D-5-71-174-100 zugehörig | BW             |
| Dorfplatz 8 (Standort)                    | Friedhofsmauer                                       | Im Kern mittelalterliches, verputztes Bruchsteinmauerwerk und Rundbogenportal mit reichem Volutengiebelaufsatz, um 1600.                                                                  | D-5-71-174-100 zugehörig | Friedhofsmauer |
| Kreisstraße 3 (Standort)                  | Brücke über die Altmühl                              | Einbogiger Sandsteinquaderbau, 18. Jahrhundert. | D-5-71-174-101           | BW             |
| Schutzgraben an der Wolfsmühle (Standort) | Brücke über die Altmühl                              | Einbogiger Sandsteinquaderbau, 18. Jahrhundert. | D-5-71-174-103           | BW             |

### Mittelramstadt
| Lage                                                                                               | Objekt     | Beschreibung                | Akten-Nr.      | Bild       |
| -------------------------------------------------------------------------------------------------- | ---------- | --------------------------- | -------------- | ---------- |
| Weinstraße, am westlichen Ortsausgang an der Weggabelung nach Auerbach und Bauzenweiler (Standort) | Steinkreuz | Sandstein, mittelalterlich. | D-5-71-174-104 | Steinkreuz |

### Neunkirchen bei Leutershausen
| Lage                                                                                              | Objekt                                        | Beschreibung | Akten-Nr.                | Bild             |
| ------------------------------------------------------------------------------------------------- | --------------------------------------------- | --- | ------------------------ | ---------------- |
| Kirchenweg 9 (Standort)                                                                           | Evangelisch-lutherische Pfarrkirche St. Georg | Saalbau mit abgewalmten Satteldach und Rechteckchor, Chorflankenturm mit Zeltdach, Turm und Chor 14. Jahrhundert, Saal mit Emporen 1734; mit Ausstattung. | D-5-71-174-105           | weitere Bilder   |
| Kirchenweg 9 (Standort)                                                                           | Friedhof                                      | Mittelalterliche Anlage, Veränderungen wohl 18./19. Jahrhundert, mit historischen Grabsteinen.                                                            | D-5-71-174-105 zugehörig | BW               |
| Kirchenweg 9 (Standort)                                                                           | Ummauerung                                    | Wohl gleichzeitig. | D-5-71-174-105 zugehörig | BW               |
| Pfarrstraße 4 (Standort)                                                                          | Pfarrhaus                                     | Zweigeschossiger, nach Westen abgewalmter Satteldachbau, in Teilen Fachwerk, Mitte 18. Jahrhundert.                                                       | D-5-71-174-106           | BW               |
| Pfarrstraße 4 (Standort)                                                                          | Pfarrscheune                                  | Fachwerkbau mit einseitig abgewalmten Satteldach, 18. Jahrhundert.                                                                                        | D-5-71-174-106 zugehörig | BW               |
| Nähe Wiesenstraße, an der Zufahrtsstraße zur Kreisstraße nördlich der Bahnunterführung (Standort) | Vier Steinkreuze                              | Teils fragmentarisch, wohl mittelalterlich. | D-5-71-174-107           | Vier Steinkreuze |

### Oberramstadt
| Lage                           | Objekt                   | Beschreibung                                                                       | Akten-Nr.      | Bild |
| ------------------------------ | ------------------------ | ---------------------------------------------------------------------------------- | -------------- | ---- |
| Lehrberger Straße 1 (Standort) | Ehemaliges Wohnstallhaus | Eingeschossiges massives Gebäude mit Steildach, Putzgliederungen, 18. Jahrhundert. | D-5-71-174-109 | BW   |

### Rammersdorf
| Lage                                                    | Objekt                             | Beschreibung | Akten-Nr.                | Bild           |
| ------------------------------------------------------- | ---------------------------------- | --- | ------------------------ | -------------- |
| Hoffeld (Standort)                                      | Mausoleum                          | Grabstätte der Freiherren von Eyb, Saalbau mit Satteldach, dreiseitigem Abschluss und Vorhalle auf Stufenpodest, Anfang 20. Jahrhundert.                                                            | D-5-71-174-133           | BW             |
| Rammersdorf 1 (Standort)                                | Schloss Rammersdorf: Wasserschloss | Wasserschloss, dreigeschossiger Walmdachbau mit Fledermausgauben und Dachreiter mit welscher Haube, von Gabriel de Gabrieli, 1715. Instandsetzung mit der Denkmalschutzmedaille 2018 ausgezeichnet. | D-5-71-174-110           | weitere Bilder |
| Rammersdorf 1 (Standort)                                | Schloss Rammersdorf: Grabenanlage  | Bruchsteingefasste Mauern mit zwei Torpfeilern, gleichzeitig. | D-5-71-174-110           | BW             |
| Rammersdorf 1 (Standort)                                | Schloss Rammersdorf: Grabenbrücke  | Zweibogiger Sandsteinquaderbau, gleichzeitig. | D-5-71-174-110           | BW             |
| Rammersdorf 2 (Standort)                                | Schloss Rammersdorf: Nebengebäude  | Zweigeschossiger Satteldachbau, teilweise Fachwerk, 18./19. Jahrhundert. | D-5-71-174-110           | BW             |
| In Rammersdorf (Standort)                               | Schloss Rammersdorf: Schlosspark   | Parkanlage mit Gitter, 18./frühes 19. Jahrhundert. | D-5-71-174-110           | weitere Bilder |
| Rammersdorf 2; Rammersdorf 1; In Rammersdorf (Standort) | Schloss Rammersdorf: Einfahrt      | Sandsteinquadermauer und rechteckige Torpfosten mit Kugelaufsätzen, 18./frühes 19. Jahrhundert. | D-5-71-174-110 zugehörig | BW             |
| Rammersdorf 2 (Standort)                                | Schloss Rammersdorf: Scheune       | Langgestreckter Fachwerkbau mit Satteldach, 18./frühes 19. Jahrhundert, nach 1826 nach Westen verlängert.                                                                                           | D-5-71-174-110 zugehörig | BW             |
| Rammersdorf 2 (Standort)                                | Schloss Rammersdorf: Nebengebäude  | Eingeschossiger Schopfwalmdachbau mit Fledermausgauben, teils massiv, teils Fachwerk, 18./frühes 19. Jahrhundert.                                                                                   | D-5-71-174-110 zugehörig | BW             |

### Sachsen
| Lage                        | Objekt                                     | Beschreibung                                                                                    | Akten-Nr.                | Bild |
| --------------------------- | ------------------------------------------ | ----------------------------------------------------------------------------------------------- | ------------------------ | ---- |
| Oberer Weiler 21 (Standort) | Wirtschaftsgebäude zum ehemaligen Brauhaus | Zweigeschossiger Satteldachbau, mit Fachwerkteilen, 17.–18. Jahrhundert.                        | D-5-71-174-111           | BW   |
| Oberer Weiler 21 (Standort) | Scheune                                    | Satteldachbau, in Teilen Fachwerk, 18./19. Jahrhundert.                                         | D-5-71-174-111 zugehörig | BW   |
| Oberer Weiler 21 (Standort) | Kellerhaus/Scheune                         | Eingeschossiger Satteldachbau, Fachwerk, Sockelgeschoss Natursteinquader, wohl 19. Jahrhundert. | D-5-71-174-111 zugehörig | BW   |

### Schwand
| Lage                                                                           | Objekt        | Beschreibung                                                                     | Akten-Nr.                | Bild       |
| ------------------------------------------------------------------------------ | ------------- | -------------------------------------------------------------------------------- | ------------------------ | ---------- |
| Hanswillenfeld, etwa 500 Meter außerhalb des Ortes an einem Feldweg (Standort) | Steinkreuz    | Mittelalterlich.                                                                 | D-5-71-174-113           | Steinkreuz |
| Schwand 5 (Standort)                                                           | Wohnstallhaus | Eingeschossiges Gebäude mit Steildach, in Teilen Fachwerk, 17./18. Jahrhundert.  | D-5-71-174-112           | BW         |
| Schwand 5 (Standort)                                                           | Scheune       | Eingeschossiger Satteldachbau, Fachwerk über massivem Sockel, wohl gleichzeitig. | D-5-71-174-112 zugehörig | BW         |

### Steinberg
| Lage                   | Objekt     | Beschreibung                                                                                          | Akten-Nr.      | Bild |
| ---------------------- | ---------- | --- | -------------- | ---- |
| Steinberg 9 (Standort) | Bauernhaus | Eingeschossiger Satteldachbau, Zwerchhaus, mit Gliederung teils in Naturstein, bezeichnet mit „1802“. | D-5-71-174-114 | BW   |

### Tiefenthal
| Lage                                                | Objekt     | Beschreibung     | Akten-Nr.      | Bild       |
| --------------------------------------------------- | ---------- | ---------------- | -------------- | ---------- |
| Spitzfeld, am Weg Neunkirchen–Hinterholz (Standort) | Steinkreuz | Mittelalterlich. | D-5-71-174-108 | Steinkreuz |

### Weißenkirchberg
| Lage                    | Objekt                                                           | Beschreibung | Akten-Nr.                | Bild           |
| ----------------------- | ---------------------------------------------------------------- | --- | ------------------------ | -------------- |
| Kirchbuck 13 (Standort) | Evangelisch-lutherische Pfarrkirche St. Wenzel, Markgrafenkirche | Saalkirche, Chor und Turm spätmittelalterlich, Langhaus nach Plänen von Carl Friedrich von Zocha, 1728, Turm mit Spitzhelm; mit Ausstattung. | D-5-71-174-116           | weitere Bilder |
| Kirchbuck 11 (Standort) | Friedhof                                                         | Spätmittelalterliche Anlage mit Wehrmauer; mit Grabsteinen.                                                                                  | D-5-71-174-116 zugehörig | BW             |
| Kirchbuck 15 (Standort) | Pfarrhaus                                                        | Zweigeschossiger Satteldachbau, mit rustizierten Ecklisenen und Putzgliederungen, 1780.                                                      | D-5-71-174-117           | weitere Bilder |
| Kirchbuck 3 (Standort)  | Pfarrscheune                                                     | Eingeschossiges Gebäude mit Halbwalm, mit Wappenstein, bezeichnet mit „1785“.                                                                | D-5-71-174-117 zugehörig | BW             |
| Weiherstraße (Standort) | Ehemalige Schafscheune                                           | Eingeschossiges Gebäude mit Halbwalmdach, Fachwerk, um 1700.                                                                                 | D-5-71-174-118           | BW             |

### Wiedersbach
| Lage                                  | Objekt                                                                            | Beschreibung | Akten-Nr.                | Bild           |
| ------------------------------------- | --------------------------------------------------------------------------------- | --- | ------------------------ | -------------- |
| Dorfstraße 39, am Ortsrand (Standort) | Friedhof                                                                          | Anlage erstes Drittel 20. Jahrhundert. | D-5-71-174-119           | BW             |
| Dorfstraße 39, am Ortsrand (Standort) | Friedhofsmauer                                                                    | Gleichzeitig; mit Grabsteinen. | D-5-71-174-119 zugehörig | BW             |
| Hauptstraße 1 (Standort)              | Evangelisch-lutherische Filialkirche, ehemalige Eigenkirche der Freiherrn von Eyb | Saalkirche, Chorturm wohl noch spätromanisch, Langhaus und Turmerweiterung 18. Jahrhundert, im ehemaligen Schlossbereich gelegen; mit Ausstattung. | D-5-71-174-120           | weitere Bilder |
| Hauptstraße 1 (Standort)              | Einfriedung                                                                       | Wohl 18. Jahrhundert. | D-5-71-174-120 zugehörig | Einfriedung    |
| Hauptstraße 3 (Standort)              | Ehemaliges Schlossgut der Freiherrn von Eyb                                       | Zweigeschossiger Walmdachbau, wohl um 1800. | D-5-71-174-121           | BW             |
| Hauptstraße 7 (Standort)              | Torwärterhäuschen                                                                 | Eingeschossiger Satteldachbau mit Fachwerkobergeschoss, wohl um 1800.                                                                              | D-5-71-174-121 zugehörig | BW             |
| Hauptstraße 3 (Standort)              | Scheune                                                                           | Massiver Satteldachbau, Bruch- und Quadersteine, 17./18. Jahrhundert.                                                                              | D-5-71-174-121 zugehörig | BW             |
| Hauptstraße 3/5 (Standort)            | Einfriedung                                                                       | Teilweise von Bruchsteinmauer umgeben mit Toröffnungen, 1675, Veränderungen wohl 19. Jahrhundert.                                                  | D-5-71-174-121 zugehörig | BW             |
| Stumpfwiesen/Hauptstraße 7 (Standort) | Erhaltene Teile der Teichbefestigung                                              | 17./18. Jahrhundert. | D-5-71-174-121 zugehörig | BW             |
| Hauptstraße 9 (Standort)              | Wohngebäude                                                                       | Zweigeschossiger Walmdachbau, 18. Jahrhundert. | D-5-71-174-122           | BW             |

## Ehemalige Baudenkmäler
In diesem Abschnitt sind Objekte aufgeführt, die früher einmal in der Denkmalliste eingetragen waren, jetzt aber nicht mehr. Objekte, die in anderem Zusammenhang also z. B. als Teil eines Baudenkmals weiter eingetragen sind, sollen hier nicht aufgeführt werden. Aktennummern in diesem Abschnitt sind ehemalige, jetzt nicht mehr gültige Aktennummern.

| Lage                                                                               | Objekt                         | Beschreibung | Akten-Nr.      | Bild |
| ---------------------------------------------------------------------------------- | ------------------------------ | --- | -------------- | --- |
| Leutershausen Am Markt 1 (Standort)                                                | Rathaus                        | Zweigeschossiger Satteldachbau in Ecklage, 1785, modern umgebaut.                                                     | D-5-71-174-3   | Rathaus |
| Leutershausen Am Markt 2 (Standort)                                                | Giebelhaus zum Rathaus gehörig | Terracottadekor, bezeichnet mit „1936“                                                                                | D-5-71-174-4   | Giebelhaus zum Rathaus gehörig                                                                                      |
| Leutershausen Am Markt 15 (Standort)                                               | Wohn- und Geschäftshaus        | Zweigeschossiger giebelständiger Satteldachbau, in Teilen Fachwerk, verputzt, Giebel vorkragend, 17./18. Jahrhundert. | D-5-71-174-10  | BW |
| Leutershausen Am Markt 30 (Standort)                                               | Wohngebäude                    | Zweigeschossiger giebelständiger Satteldachbau, mit fachwerksichtigem Giebel, 17./18. Jahrhundert.                    | D-5-71-174-17  | Wohngebäude |
| Leutershausen Hans-Schreyer-Straße 13 (Standort)                                   | Portal                         | 1843 | D-5-71-174-27  | Portal |
| Leutershausen Hans-Schreyer-Straße (bei Nrn. 25 a und 25 b) (Standort)             | Brücke                         | Einbogiger Quaderbau, 18. Jahrhundert.                                                                                | D-5-71-174-65  | [[Vorlage:Bilderwunsch/code!/C:49.301595,10.408285!/D:Hans-Schreyer-Straße (bei Nrn. 25 a und 25 b), Brücke!/\|BW]] |
| Leutershausen Obere Vorstadt 13 (Standort)                                         | Wohnhaus                       | Zweigeschossiges Gebäude mit Krüppelwalmdach, 18./19. Jahrhundert.                                                    | D-5-71-174-51  | BW |
| Büchelberg Büchelberg 12 (Standort)                                                | Eingeschossiges Wohnstallhaus  | Fachwerk, 17. Jahrhundert, Anbau wohl 18. Jahrhundert.                                                                | D-5-71-174-71  | BW |
| Froschmühle Etwa 200 m nordwestlich, am Fußweg Leutershausen – Winden ()           | Steinkreuz                     | Mittelalterlich | D-5-71-174-84  | |
| Wiedersbach Gründleinsbach, Hauptstraße, im Richtung Ansbach gelegenen Ortsteil () | Quaderbrücke                   | Einbogig, mit Profilierung, etwa Mitte 19. Jahrhundert                                                                | D-5-71-174-124 | |

## Abgegangene Baudenkmäler
In diesem Abschnitt sind Objekte aufgeführt, die früher einmal in der Denkmalliste eingetragen waren, jetzt aber nicht mehr existieren, z. B. weil sie abgebrochen wurden. Aktennummern in diesem Abschnitt sind ehemalige, jetzt nicht mehr gültige Aktennummern.

| Lage                                         | Objekt                              | Beschreibung | Akten-Nr.                | Bild     |
| -------------------------------------------- | ----------------------------------- | --- | ------------------------ | -------- |
| Leutershausen Untere Marktgasse 3 (Standort) | Wohnhaus                            | Eingeschossiges Gebäude mit Steildach, in Ecklage, mit verputztem Fachwerkgiebel, 1545 (dendrochronologisch datiert), Fachwerk Südgiebel 1729 (dendrochronologisch datiert), Erdgeschoss massiv erneuert. 2014 abgebrochen. | D-5-71-174-58            | Wohnhaus |
| Leutershausen Untere Marktgasse 3 (Standort) | Nebengebäude                        | Zweigeschossiger Satteldachbau, wohl 19. Jahrhundert. 2014 abgebrochen. | D-5-71-174-58            | BW       |
| Wiedersbach Dorfstraße (Standort)            | Gasthaus Schwarzer Adler            | Zweigeschossiger, verputzter Massivbau mit Krüppelwalmdach, 1766; mit Ausleger; abgerissen. | D-5-71-174-123           | BW       |
| Wiedersbach Dorfstraße (Standort)            | Massive Scheune mit Krüppelwalmdach | Wohl gleiche Zeit, abgerissen | D-5-71-174-123 zugehörig | BW       |